# Jimmy Doolittle
James Harold Doolittle (14. prosinec 1896 Alameda, Kalifornie – 27. září 1993 Pebble Beach, Kalifornie) byl americký průkopník letectví, který se během druhé světové války vyznamenal svým odvážným náletem na Tokio.

## Život

### Raná kariéra

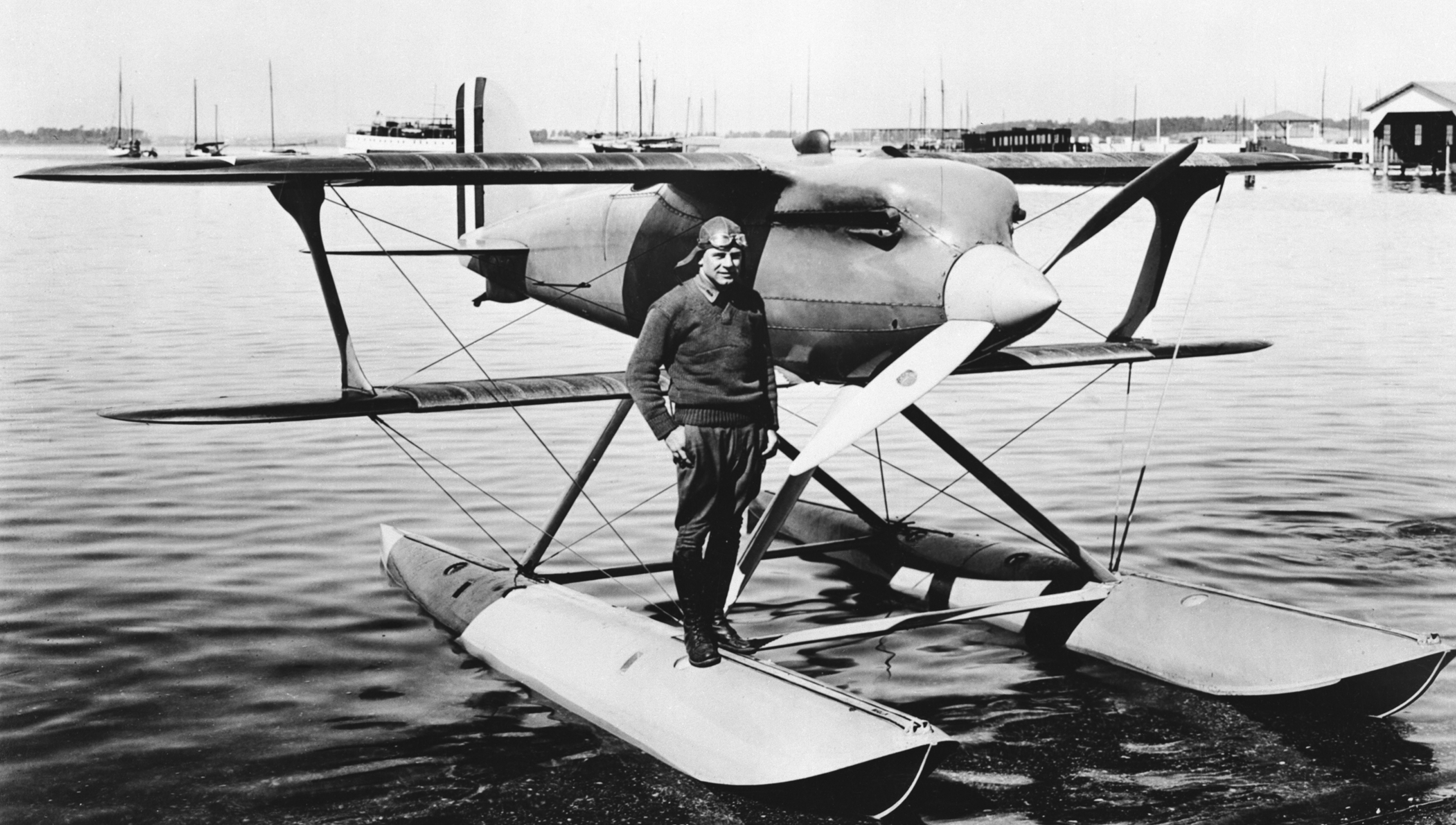
Doolittle a letoun Curtiss R3C-2 Racer

Jimmy, jak ho přezdívali, se narodil v Alamedě v Kalifornii 14. prosince 1896. Už během jeho studia na Kalifornské univerzitě v Berkeley, když Spojené státy vstoupily do první světové války, se přihlásil jako kadet letectva v armádním signálním sboru, kam nastoupil v říjnu 1917 a prošel výcvikem na škole vojenského letectva. Později sloužil jako instruktor střelby a vedoucí letů. Jeho první povinností byla služba ve 104. letce na letišti Kelly Field v Texasu a později v 90. letce u pohraniční strážní služby v Eagle Pass. Dne 24. prosince 1917 se Doolittle oženil s Josephine E. Danielsovou.
Dne 1. července 1920 dostal řádné pověření a byl povýšen do hodnosti nadporučíka. Pak začal studovat na škole letecké mechaniky a také absolvoval několik kurzů leteckého inženýrství. V září 1922 uskutečnil první z mnoha průkopnických letů, které mu získaly mnoho významných leteckých ocenění i mezinárodní pověst.
V červenci 1923 nastoupil na Massachusettský technologický institut na speciální inženýrské kurzy, přičemž už o dva roky získal titul doktor věd v oboru letectví a stal se vůbec jedním z prvních, který tento titul získali.
V březnu 1924 sloužil na McCook Field při provádění zkoušek zrychlování letadel. V červnu 1925 Doolittle přešel na Námořní leteckou základnu ve Washingtonu, kde vykonával speciální výcvik vysokorychlostních hydroplánů. V oblasti New Yorku byl dobře známý překonáváním leteckých rychlostních rekordů. Vyhrál závod o Schneiderův pohár – světová série závodů hydroplánů, později ještě Mackayův pohár za jeho další výkony.
V září 1928 asistoval při vývoji zařízení pro let v mlze. Pomáhal vyvinout dnes univerzální používané vodorovné a směrové gyroskopy a uskutečnil první let pouze za jejich pomoci. Letem na slepo získal širokou pozornost novin a později získal za provedení experimentu Harmonovu cenu.
Od ledna 1930 pracoval jako poradce armády při budování letiště Floyda Bennetta v New Yorku. Později pokračoval v aktivní službě testováním letadel. Vyhrál závod o Bendixovu trofej a zúčastnil se i závodů o Thompsonovu trofej v Clevelandu, kde s letadlem Gee Bee vyhrál americký národní letecký závod a zároveň dosáhl nového světového rychlostního rekordu s 476 km/h.

### Druhá světová válka

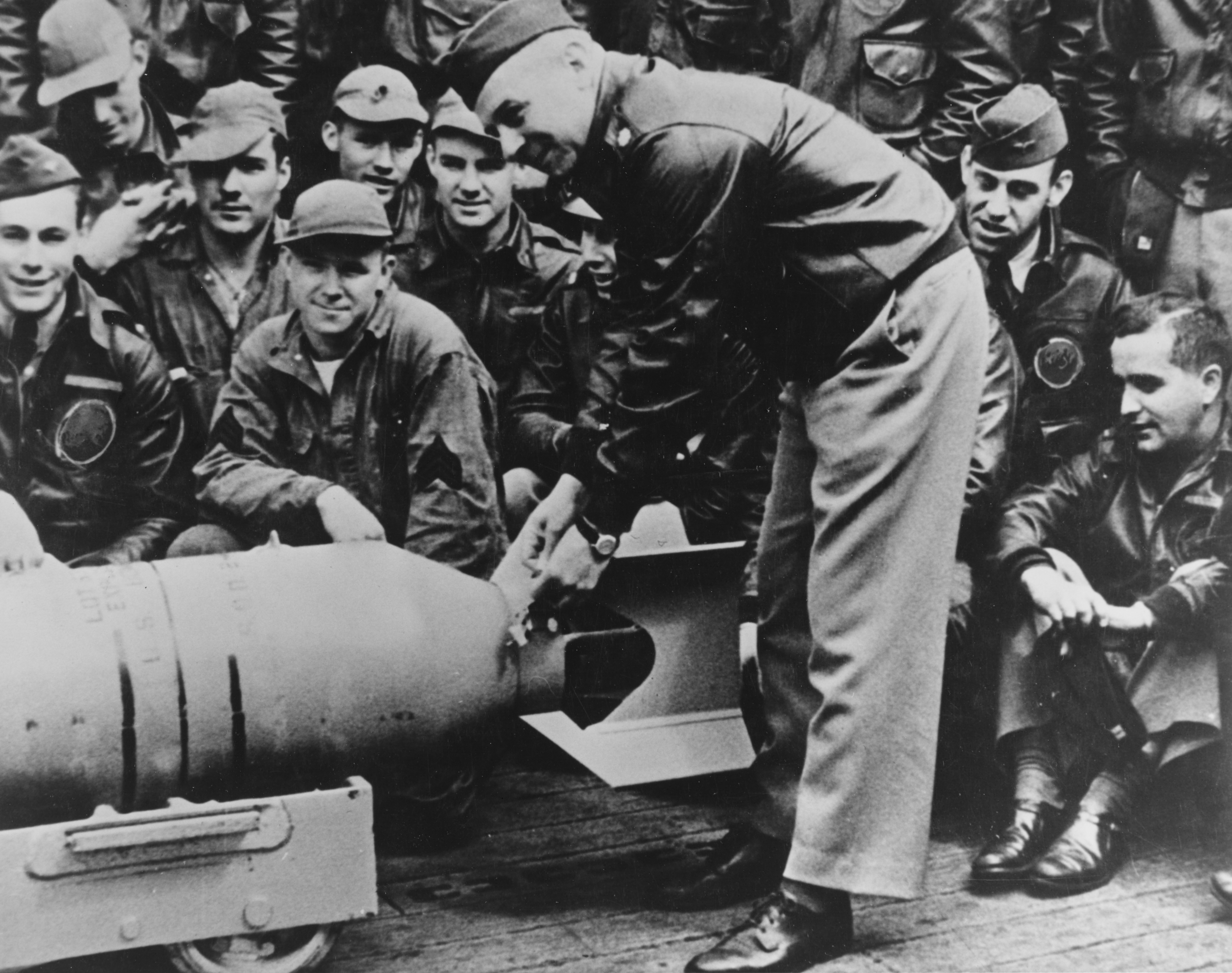
James H. Doolittle jako velitel útočné skupiny drátuje japonskou medaili na 500 librovou pumu během ceremonie na palubě lodi USS Hornet krátce před naložením na jeden z šestnácti B-25B, které letěly na Japonsko. Letadla odlétla 18. dubna 1942

V roce 1940 se stal prezidentem Institutu letecké navigace. V období před 2. světovou válkou se vrátil do aktivní služby v armádě. 2. ledna 1942 byl povýšen do hodnosti podplukovníka a přešel k Velitelství armádních leteckých sil, aby naplánoval první vzdušný nálet na Japonské ostrovy. Přihlásil se jako dobrovolník a získal povolení gen. H. H. Arnolda vést útok 16 bombardérů B-25 Mitchell z letadlové lodi USS Hornet, s cíli v Tokiu, Jokohamě, Jokosuce, Kóbe, Ósace a Nagoji. Odvážná jednosměrná mise se uskutečnila 18. dubna 1942, zpráva o ní obletěla svět a měla pozitivní vliv na morálku celého obyvatelstva. Stejně jako ostatní, kteří se podíleli na misi, byl i Doolittle nucen nouzově přistát. Stalo se tak na rýžovém poli v Čchü-čou v Číně. Mnozí z amerických letců při této misi přišli o život.
Doolittle byl povýšen na brigádního generála a získal i medaili cti, kterou mu v Bílém domě za naplánování a vedení této úspěšné operace udělil prezident Roosevelt. Citace k medaili zněla: „Za význačné vůdcovství nad rámec povinnosti, shrnující osobní odvahu a nebojácnost při extrémním život ohrožujícím nebezpečí. Se zjevnou jistotou být přinucen přistát na nepřátelském území nebo skončit v moři, vedl podplukovník Doolittle osobně letku vojenských bombardérů, obsazených dobrovolnou posádkou, ve vysoce ničivém náletu na japonskou pevninu.“
Ještě během války byl pověřen vedením 12. letecké armády v Severní Africe, později byl dokonce pověřen vedením spojených oddílů strategického letectva USA a Spojeného království v oblasti. Jak se boje ve Středomoří posouvaly na italské území, velel 15. letecké armádě. Od ledna 1944 do září 1945 velel 8. letecké armádě v Anglii, od 13. března 1944 již v hodnosti generálporučíka. Doolittlův vliv na vojenské operace se už brzy projevil. Změnil taktiku nasazení eskortních stíhačů, která původně vyžadovala, aby stíhací ochrana létala neustále v blízkosti bombardérů. S jeho svolením mohly stíhací stroje P-38, P-47 a P-51 při návratu na základnu volně útočit na německé vojenské cíle. Tento krok se ukázal jako správný a během války způsobil nacistickému Německu těžké ztráty.

### Poválečná činnost
Kromě nejvýznamnějšího národního vyznamenání, získal Doolittle také dvě významné služební medaile, Stříbrnou hvězdu, tři letecké kříže, bronzovou hvězdu, čtyři letecké medaile, a jiná vyznamenání od Velké Británie, Francie, Belgie, Polska, Číny a Ekvádoru.
V roce 1959 od letectva odešel, ale zůstal v armádě a věnoval se leteckému inženýrství na Massachusettském technologickém institutu, zde i získal doktorský titul. V roce 1988 zemřela jeho manželka Josephine. Oba jeho synové sloužili v americkém letectvu.
Generál Doolittle zemřel v Kalifornii 27. září 1993, pohřben je na Arlingtonském národním hřbitově.